# Cariblatta acreana
Cariblatta acreana är en kackerlacksart som beskrevs av Guilherme A.M.Lopes och de Oliveira 2004. Cariblatta acreana ingår i släktet Cariblatta och familjen småkackerlackor. Inga underarter finns listade.